# Els Bellots
Els Bellots és una masia del municipi de Terrassa (Vallès Occidental) protegida com a bé cultural d'interès local.

## Descripció
Masia de planta rectangular. Consta de planta baixa, pis i graner. La coberta és a dos vessants. Façana principal a migdia, paral·lela al carener i de composició simètrica centrada pel portal d'accés, en arc de mig punt adovellat, i pel balcó de perfilat gòtic amb barana de ferro forjat, flanquejat per dues finestres amb filigrana gòtica. Al graner s'obren obertures de ventilació d'arc rebaixat formant una galeria. La part superior de la façana presenta ràfec. L'obra és de paredat comú i estucat però, molt malmès. Hi ha afegits d'habitacions en ambdós costats.